# Daniela Melchior
Daniela Melchior (Almada, 1 november 1996) is een Portugese actrice. Ze is bekend van de rol van Cleo Cazo, de dochter van Ratcatcher (Taika Waititi) ook bekend als Ratcatcher 2 in The Suicide Squad.

## Filmografie

### Film
| Jaar | Titel                             | Rol                       | Opmerkingen    |
| ---- | --------------------------------- | ------------------------- | -------------- |
| 2018 | The Black Book                    | La Fille                  |                |
| 2018 | Spider-Man: Into the Spider-Verse | Gwen Stacy / Spider-Woman | Portugese stem |
| 2018 | Parque Mayer                      | Deolinda                  |                |
| 2021 | The Suicide Squad                 | Cleo Cazo / Ratcatcher 2  |                |
| 2023 | Guardians of the Galaxy Vol. 3    | Ura                       |                |
| 2023 | Fast X                            | Isabel                    |                |
| 2024 | Road House                        | Ellie                     |                |

### Televisie
| Jaar      | Titel                        | Rol                 | Opmerkingen      |
| --------- | ---------------------------- | ------------------- | ---------------- |
| 2014–2015 | Mulheres                     | Viviana Gomes       | 316 afleveringen |
| 2016      | Massa Fresca                 | Carminho Santiago   | 68 afleveringen  |
| 2017      | Ouro Verde                   | Cláudia Andrade     | 221 afleveringen |
| 2018      | A Herdeira                   | Ariana Franco       | 190 afleveringen |
| 2018–2019 | Valor da Vida                | Isabel Vasconcellos | 200 afleveringen |
| 2019      | O Livro Negro do Padre Dinis | La Fille            | 6 afleveringen   |